# Antivenin

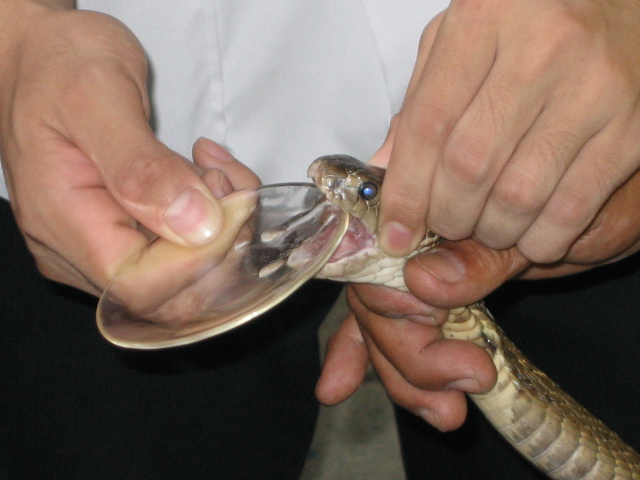
Prelevarea veninului de șarpe, necesar pentru a produce antivenin

Antiveninul este un tip de antiser format din anticorpi și utilizat pentru a trata anumite mușcături și înțepături veninoase. Antiveninul este recomandat numai dacă există o toxicitate semnificativă sau un risc ridicat de toxicitate. Antiveninul specific necesar depinde de specia implicată. Se administrează prin injectare.